# Kalksinter-Quellflur
Die Kalksinter Quellflur ist ein flächenhaftes Naturdenkmal und ein Geotop auf dem Gebiet des Ortsteils Glatt der baden-württembergischen Gemeinde Sulz am Neckar im Landkreis Rottweil.

## Kenndaten
Das Naturdenkmal wurde mit Verordnung vom 13. Oktober 1982 ausgewiesen. 

## Lage und Beschreibung
Am unteren Talhang des Flusses Glatt rund einen Kilometer westlich der gleichnamigen Ortschaft haben sich mächtige, inzwischen größtenteils abgebaute Kalktuffabsätze gebildet. Die mehrere Meter mächtige Kalktuffdecke weist kleinere polsterförmige Hügel und Vorsprünge auf, über die das kalkhaltige Quellwasser rinnt und rieselt. Dabei wird ständig weiterer Kalk ausgeschieden, der sich über Ästchen, Blättern und Moosen verfestigt und ständig neuen Kalktuff schafft (rezente Kalktuffentstehung). Das kalkhaltige Wasser stammt aus dem verkarsteten Unteren Muschelkalk und tritt über einer stauenden Lage als Schichtquelle zutage.

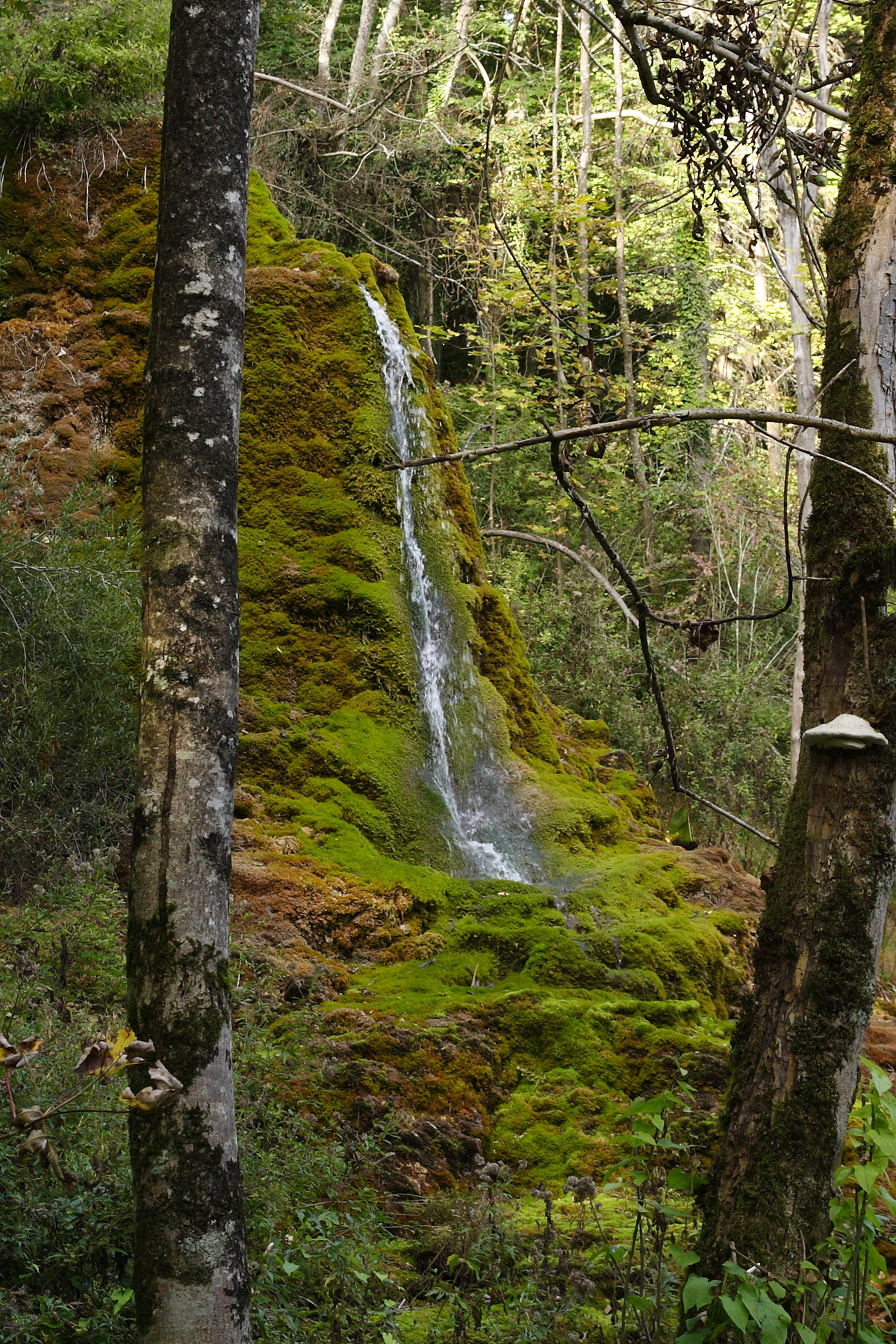
Kalktuffnase des Naturdenkmals. Aus verkarstetem Muschelkalk austretendes Karstwasser bildet aktuell weitere Moospolster

Eine westliche, eher punktförmige, Austrittsstelle des ca. 300 m breiten, flächigen Naturdenkmals hat inzwischen eine große „Kalktuffnase“  mit dem Moos Palustriella commutata gebildet, über die oben das Karstwasser CO2-entgasend hinabstürzt.
Im östlichen Teil des Naturdenkmals tritt Karstwasser flächig aus zahlreichen kleinen Wasseradern einer ca. 80 m breiten Quellflur aus. Im nicht baumbestanden Teil wächst eine für solche flächige Quellfluren typische Pflanzengemeinschaft heran.
Die Quellflur ist unter dem Namen Kalksinter Quellflur, Sulz am Neckar-Glatt auch als Geotop geschützt.